# Chim Chim's Badass Revenge
Chim Chim's Badass Revenge è il quinto album in studio del gruppo musicale statunitense Fishbone, pubblicato nel 1996.

## Tracce
1. Intro – 1:41
2. Chim Chim's Badass Revenge – 4:27
3. In The Cube – 8:32
4. Beergut – 3:39
5. Interlude 1 – 1:57
6. Psychologically Overcast – 5:06
7. Alcoholic – 4:43
8. Love...Hate – 6:44
9. Interlude 2 – 1:08
10. Riot – 0:56
11. Monkey Dick – 4:35
12. Sourpuss – 7:14
13. Rock Star – 5:09
14. Pre Nut – 3:11
15. Nutmeg – 10:30

## Formazione
- Angelo Moore – sassofono, voce, theremin
- Walter A. Kibby II – tromba, voce
- John Bigham – chitarra, tastiera
- John Norwood Fisher – basso, voce
- Philip "Fish" Fisher – batteria